# 良源

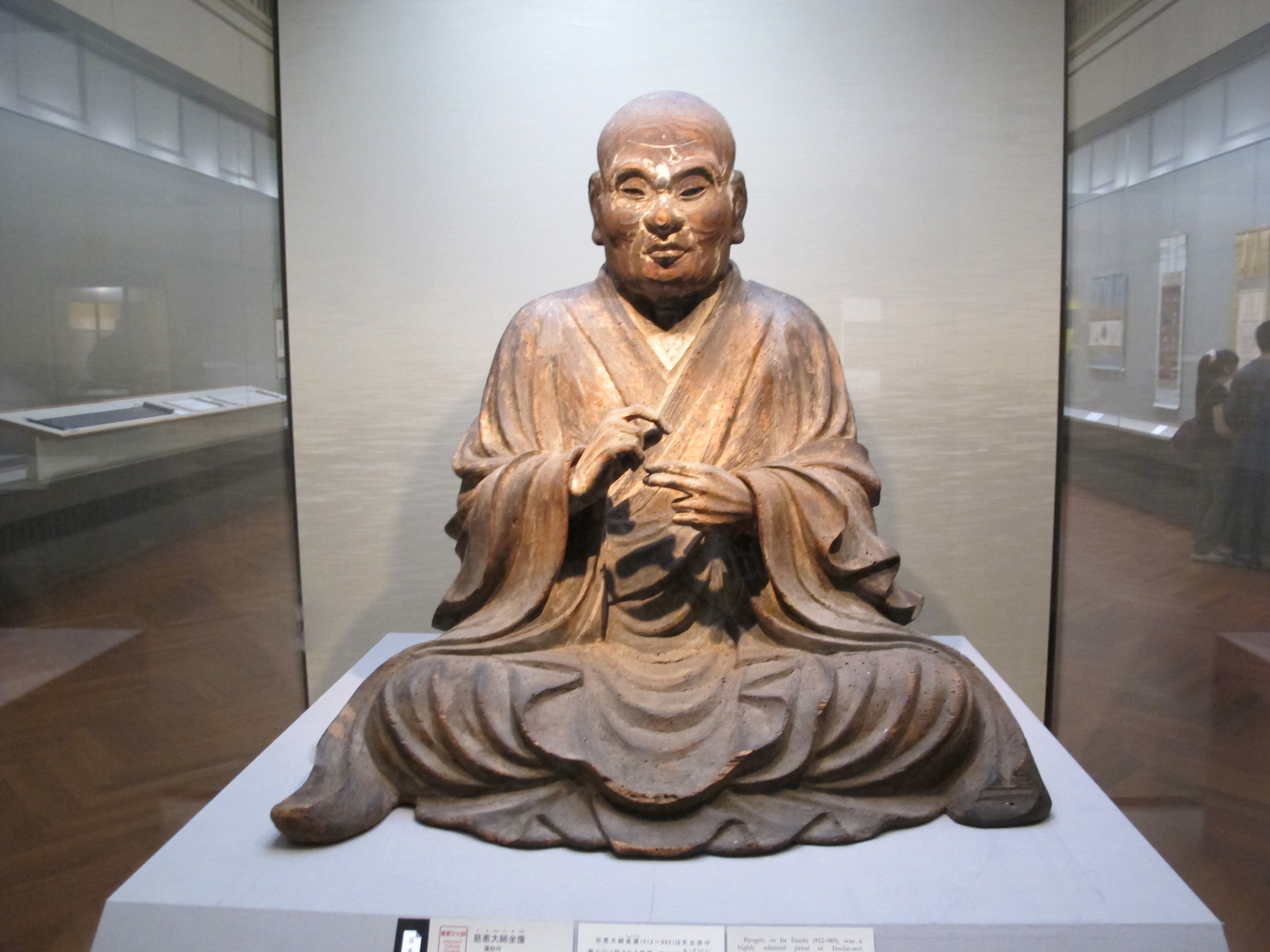
木造慈惠大師坐像　弘安9年（1286年）作

良源（912年10月15日—985年1月26日），俗姓木津，是日本平安時代的僧人。近江國淺井郡出身。諡號慈惠大師。一般以通稱的元三大師之名廣為人知。也俗稱角大師。第18代天台座主、比叡山延曆寺中興之祖。據說是僧兵的創始者。

## 祭祀慈惠大師的主要寺院
- 東京都昭島市-本覺院（拜島大師）
- 東京都調布市-深大寺
- 東京都台東區-輪王殿兩大師堂（兩大師）
- 埼玉縣川越市-喜多院（川越大師）
- 京都府京都市-廬山寺
- 大阪府天王寺區-四天王寺

## 脚注
1. ↑  衣川（2010）

## 關連項目
- 疫病神
- 僧兵